# CLEC4G
CLEC4G (англ. C-type lectin domain family 4 member G) – білок, який кодується однойменним геном, розташованим у людей на короткому плечі 19-ї хромосоми. Довжина поліпептидного ланцюга білка становить 293 амінокислот, а молекулярна маса — 32 562.
| 10         |  | 20         |  | 30         |  | 40         |  | 50         |
| ---------- |  | ---------- |  | ---------- |  | ---------- |  | ---------- |
| MDTTRYSKWG |  | GSSEEVPGGP |  | WGRWVHWSRR |  | PLFLALAVLV |  | TTVLWAVILS |
| ILLSKASTER |  | AALLDGHDLL |  | RTNASKQTAA |  | LGALKEEVGD |  | CHSCCSGTQA |
| QLQTTRAELG |  | EAQAKLMEQE |  | SALRELRERV |  | TQGLAEAGRG |  | REDVRTELFR |
| ALEAVRLQNN |  | SCEPCPTSWL |  | SFEGSCYFFS |  | VPKTTWAAAQ |  | DHCADASAHL |
| VIVGGLDEQG |  | FLTRNTRGRG |  | YWLGLRAVRH |  | LGKVQGYQWV |  | DGVSLSFSHW |
| NQGEPNDAWG |  | RENCVMMLHT |  | GLWNDAPCDS |  | EKDGWICEKR |  | HNC        |

A: Аланін

C: Цистеїн

D: Аспарагінова кислота

E: Глутамінова кислота

F: Фенілаланін

G: Гліцин

H: Гістидин

I: Ізолейцин

K: Лізин

L: Лейцин

M: Метіонін

N: Аспарагін

P: Пролін

Q: Глутамін

R: Аргінін

S: Серин

T: Треонін

V: Валін

W: Триптофан

Кодований геном білок за функціями належить до рецепторів клітини-хазяїна для входу вірусу, рецепторів, фосфопротеїнів. 
Задіяний у такому біологічному процесі, як взаємодія хазяїн-вірус. 
Білок має сайт для зв'язування з лектинами. 
Локалізований у клітинній мембрані, мембрані.